# Hans Ferdinand Bürki
Hans Ferdinand Bürki (* 10. Januar 1925 in St. Gallen; † 24. April 2002 in Zürich) war ein Schweizer Pädagoge, Psychologe, Theologe und Generalsekretär der Vereinigten Bibelgruppen und Associate General Secretary der International Fellowship of Evangelical Students (IFES).

## Leben
Als Seminarist gründete Hans Bürki 1944 in Küsnacht die erste Bibelgruppe an einer Mittelschule. Er besuchte mit dem Fahrrad andere Mittelschulen und half dort Gruppen aufzubauen, so dass 1946 in Brugg an einem ersten Schülertag bereits Vertreter von 11 Gruppen zusammenkamen.
Hans Bürki studierte moderne Sprachen, Pädagogik, Psychologie und Theologie in der Schweiz und in den USA. Als Student war er zugleich Deutschlehrer am Wheaton College. Als er 1948 zurück in die Schweiz kam, lud er fast 300 Schüler und Studenten aus Deutschland zu Freizeiten in den Schweizer Jura ein, um auf Gottes Wort zu hören und eine unbeschwerte Gemeinschaft zu geniessen. Mit Ernst Schrupp, dem Mitbegründer der Studentenmission in Deutschland, verband ihn seither eine lange Freundschaft. 1949 promovierte er mit einer Dissertation über „Die Auseinandersetzung von Humanismus und Christentum bei Pestalozzi“.
1949 wurde er erster Vollzeitmitarbeiter und Generalsekretär der neu gegründeten Vereinigten Bibelgruppen und blieb in diesem Amt bis 1975.
1957 übernahm er mit seiner Frau die Casa Moscia bei Ascona und führte sie als christliches Jugendferiencamp weiter, wo junge Leute Ferien machten, seine Bibelauslegungen hörten und sich oft für den christlichen Glauben interessierten. Diese Arbeit wurde zur Basis für die Vereinigten Bibelgruppen und hatte grossen Einfluss auf die Hauskreisbewegung. 1962 konnte er von einer Tessiner Auswandererfamilie zwei Häuser, acht Ställe und viel Landwirtschaftsland im abgelegenen Rasa im Centovalli kaufen. Als Ergänzung zu den vielen lebhaften Kurswochen in Moscia wollte er dort "Stille Hütten" zur Glaubensvertiefung einrichten. Mit Freiwilligen unter der Leitung des Architekten Hansruedi Koller wurden die Häuser renoviert und zum Leben erweckt.
Auf seinen zahlreichen Vortragsreisen förderte er auch den Aufbau der Studentenmission in Deutschland. 1963 wurde er Literatursekretär der „International Fellowship of Evangelical Students“, von 1976 bis 1979 war er Associate General Secretary at large der IFES.
Er machte eine Ausbildung zum Transaktionsanalytiker und war ab 1980 freiberuflich Leiter von Fortbildungskursen für Personale Integration und Spiritualität in der Schweiz und im Ausland. Dabei hatte er Einfluss auf viele nichttheologische Seelsorger und Therapeuten weltweit und auf Pastoren in der Schweiz, insbesondere von der Freikirche Bewegung Plus.

## Familie
Bürki war mit der ungarischen Ärztin und Psychotherapeutin Ago Fillenz verheiratet, sie hatten zusammen vier Kinder.

## Schriften

### Als Alleinautor
- Die Auseinandersetzung von Humanismus und Christentum bei Pestalozzi. Eine Untersuchung der biblischen Grundlagen von "Lienhard und Gertrud" in allen drei Ausgaben, Zürich, 1950.
- Zweierschaft. Über Grundfragen des Zusammenlebens, R. Brockhaus, Wuppertal 1959 (Neuauflagen: Berger, Stuttgart 1973; R. Brockhaus, Wuppertal 1971; Brendow, Moers 1988, ISBN 978-3-87067-253-9).
- Wachen und Wagen. Besinnung über praktisches Christentum, R. Brockhaus, Wuppertal 1954 und 1960.
- Im Leben herrschen. Besinnung über Grundfragen christlicher Verwirklichung, R. Brockhaus, Wuppertal 1960 (Neuauflage: Claus Berger, Stuttgart 1973).
- Gottes Ruf, Heft 5: Johannes – ein Seher in Ketten, Vortrag, gehalten während der zweiten Deutschen Evangelischen Allianzkonferenz in Siegen, Oekumenischer Verlag Reiner-Friedemann Edel, Marburg an der Lahn 1962.
- Religion, Moral oder Leben, Vereinigte Bibelgruppen, Zürich 1962.
- Zwischen Glaube und Skepsis. Eine biographisch-geistesgeschichtliche Studie, R. Brockhaus, Wuppertal 1967.
- Gotteswort im Menschenwort, Taschenbuch, 1970.
- Anfang und Wachstum im Glauben. Wie sich Glaube in den alltäglichen Situationen eines Menschen bewährt, R. Brockhaus, Wuppertal 1975, ISBN 3-417-00529-9 (Neuauflage 1982, ISBN 978-3-417-00529-5).
- Emanzipation: Herausforderung der Christen? Was Marxisten und Christen unterscheidet, wenn sie von "Befreiung" sprechen, R. Brockhaus, Wuppertal 1975, ISBN 978-3-417-00532-5.
- Psychotherapie oder Seelsorge – Scheinproblem oder Alternative?, 1978.
- Wuppertaler Studienbibel, Band 14: Der erste Brief des Paulus an Timotheus, R. Brockhaus, Wuppertal und Brunnen Giessen 1974 und 1983 (Evangelische Haupt-Bibelgesellschaft, Berlin-Altenburg 1986, ISBN 978-3-7461-0009-8; Sonderausgabe: 1989, ISBN 978-3-417-25144-9; 7. Auflage, Wuppertal 1997, ISBN 978-3-417-25014-5).
- Wuppertaler Studienbibel, Band 15: Der zweite Brief des Paulus an Timotheus, die Briefe an Titus und Philemon, R. Brockhaus, Wuppertal und Brunnen, Giessen 1975 und 1983, ISBN 978-3-417-00545-5 (Evangelische Haupt-Bibelgesellschaft, Berlin-Altenburg 1987, ISBN 978-3-7461-0023-4; 6. Auflage, Wuppertal 1993, ISBN 978-3-417-25015-2).
- Das Leben gewinnen. Besinnung über Grundlagen christlicher Verwirklichung, Brendow, Moers 1990, ISBN 978-3-87067-383-3 (überarbeitete Neuauflage von: Im Leben herrschen).
- Ganz Mensch werden. Wachstum, Widerstand, Reife, Reihe: Perspektiven, Brendow, Moers 1993, ISBN 978-3-87067-520-2.
- Auf der Suche nach Stille. Psalm−Meditationen, Verein Integratio, Zürich 2000.

### Als Mitautor
- Mit Albert Bereczky und Liselotte M. Somoskeöy: Der Becher fliesst über, R. Brockhaus, Wuppertal 1956.
- Mit Daniel Müller: Faustische und christliche Existenz. Glaubensprobleme des gebildeten Menschen, Vereinigte Bibelgruppen, Zürich 1960.
- Mit Lindsay Brown, Horst Günzel u. a.: Rechenschaft geben von unserer Hoffnung. Studentenmission in Deutschland. Festschrift zum 50jährigen Bestehen der Studentenmission in Deutschland, Studentenmission in Deutschland, Marburg 1999.

### Als Herausgeber
- Partisan der Hoffnung: Beiträge für Paul Schütz. Festschrift zu seinem 90. Geburtstag am 23. Januar 1981. Moers, Brendow 1981, ISBN 978-3-87067-154-9
- Paul Schütz: Gesammelte Werke. 5 Bände, 1982–1987